# O Barão Vermelho
O Barão Vermelho  (em alemão:  Der Rote Baron; em inglês:  The Red Baron) é um filme teuto-britânico de 2008, dirigido por Nikolai Müllerschön. O filme foi lançado em 31 de março de 2008 em Berlim e em agosto de 2010 em Portugal. 
As principais locações ocorreram na República Checa, França e Alemanha e apesar de ser uma produção majoritariamente alemã, o filme é em língua inglesa como forma de viabilização comercial internacional.

## Enredo
O Barão Vermelho é um filme biográfico sobre os últimos anos de vida de Manfred von Richthofen, principal personagem da aviação alemã na Primeira Guerra Mundial. Conhecido como Barão Vermelho, Richthofen é retratado em sua vida amorosa, familiar e nas suas ações durante a guerra que o levaram ao Pour le Mérite, a honraria militar mais elevada da Alemanha na época, além de retratar sua morte e o devido respeito de seus iminigos ao ser enterrado em território francês, recebendo todas as honras militares dos aliados.

## Elenco
- Tomás Koutník.....Manfred von Richthofen (quando garoto)
- Matthias Schweighöfer.....Manfred von Richthofen
- Til Schweiger.....Werner Voss
- Lena Headey.....Käte Otersdorf
- Steffen Schroeder.....Karl Bodenschatz
- Joseph Fiennes.....Roy Brown
- Richard Krajco.....Lanoe Hawker
- Volker Bruch.....Lothar von Richthofen
- Maxim Mehmet.....Friedrich Sternberg
- Lukás Príkazký.....Stefan Kirmaier
- Tino Mewes.....Kurt Wolff
- Axel Prahl.....Ernst von Hoeppner
- Gitta Schweighöfer.....Kunigunde von Richthofen
- Josef Vinklar.....Paul von Hindenburg
- Ladislav Frej.....Kaiser Wilhelm
- Karsten Kaie.....Anthony Fokker
- Branislav Holicek.....Wolfram von Richthofen